# Typopsilopa archboldi
Typopsilopa archboldi är en tvåvingeart som beskrevs av Wirth 1968. Typopsilopa archboldi ingår i släktet Typopsilopa och familjen vattenflugor. Inga underarter finns listade i Catalogue of Life.